# Путєвський Гелій Олександрович
Гелій (Геннадій) Олександрович Путєвський (рос. Гелий (Геннадий) Александрович Путевской нар. 21 липня 1936, УРСР) — радянський футболіст та тренер.

## Кар'єра гравця
У 1956 році Путєвський розпочав професіональну кар'єру в армійській команді ОБО з Києва. Зігравши за цю команду три сезони переходить в головний армійський клуб Радянського Союзу ЦСКА, але не зіграв у ньому жодного поєдинку. У тому ж році переходить у «Шахтар» зі Сталіно. У наступному році Гелій переїхав до Харкова, де грав за команду «Авангард», а потім переходить в інший харківський клуб, «Торпедо». Був кращим бомбардиром тракторобудівників, однак залишив команду через конфлікт з новим тренером — Миколою Усиковим. З 1962 по 1964 рік грав за команду «Авангард» (Жовті Води). На початку чемпіонату 1963 року «Авангард» приймав харківське «Торпедо». Колишні торпедівці Гелій Путєвський та Юрій Воронов, перед грою, кепкували над гістьми показуючи пальцями три та п'ять. Натякаючи скільки саме голів заб'є Путєвський. Однак, «Авангард» програв з рахунком 1:2 і після гри вже гості кепкували над жартівниками. У 1965 році Путєвський закінчив кар'єру гравця в клубі «Авангард» з міста Керч.

## Тренерська кар'єра
По завершенні кар'єри гравця розпочав тренерську діяльність. У 1971 році був головним тренером «Корду» (Балаково), з яким зайняв високе 6-е місце в своїй групі, після чого отримав запрошення від «Фрунзенця». Спочатку допомагав тренувати клуб, а потім став головним тренером. У 1977 році тренував «Локомотив» (Калуга). З травня до завершення 1982 року тренував «Колос» (Полтава). У 1995 та 1996 роках керував казахськими клубами «Гірник» (Хромтау) та «Цілинник».